# Edy Williams
Edwina Beth "Edy" Williams (nascuda el 9 de juliol de 1942) és una actriu de televisió i cinema estatunidenca que és més coneguda pel seu treball d'actuació a les pel·lícules de Russ Meyer, amb qui estava casada del 1970 al 1975.

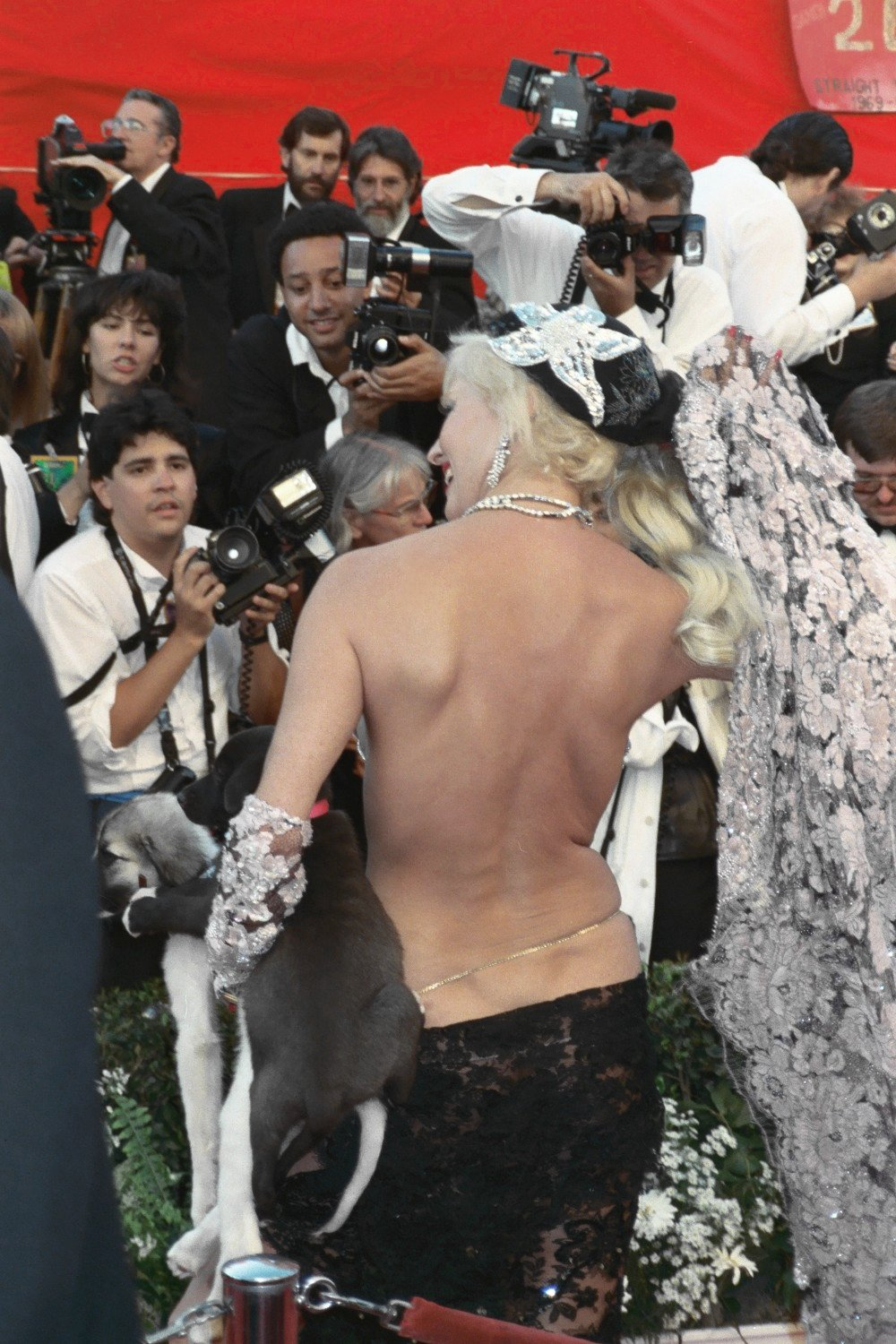
Edy Williams als Premis Oscar de 1989

## Primers anys
Williams va néixer a Salt Lake City, Utah, i va créixer al Sud de Califòrnia. Va començar la seva carrera com a model i concursant de concursos de bellesa. Després de guanyar diversos concursos locals, la 20th Century Fox la va fitxar com a actriu per contracte.

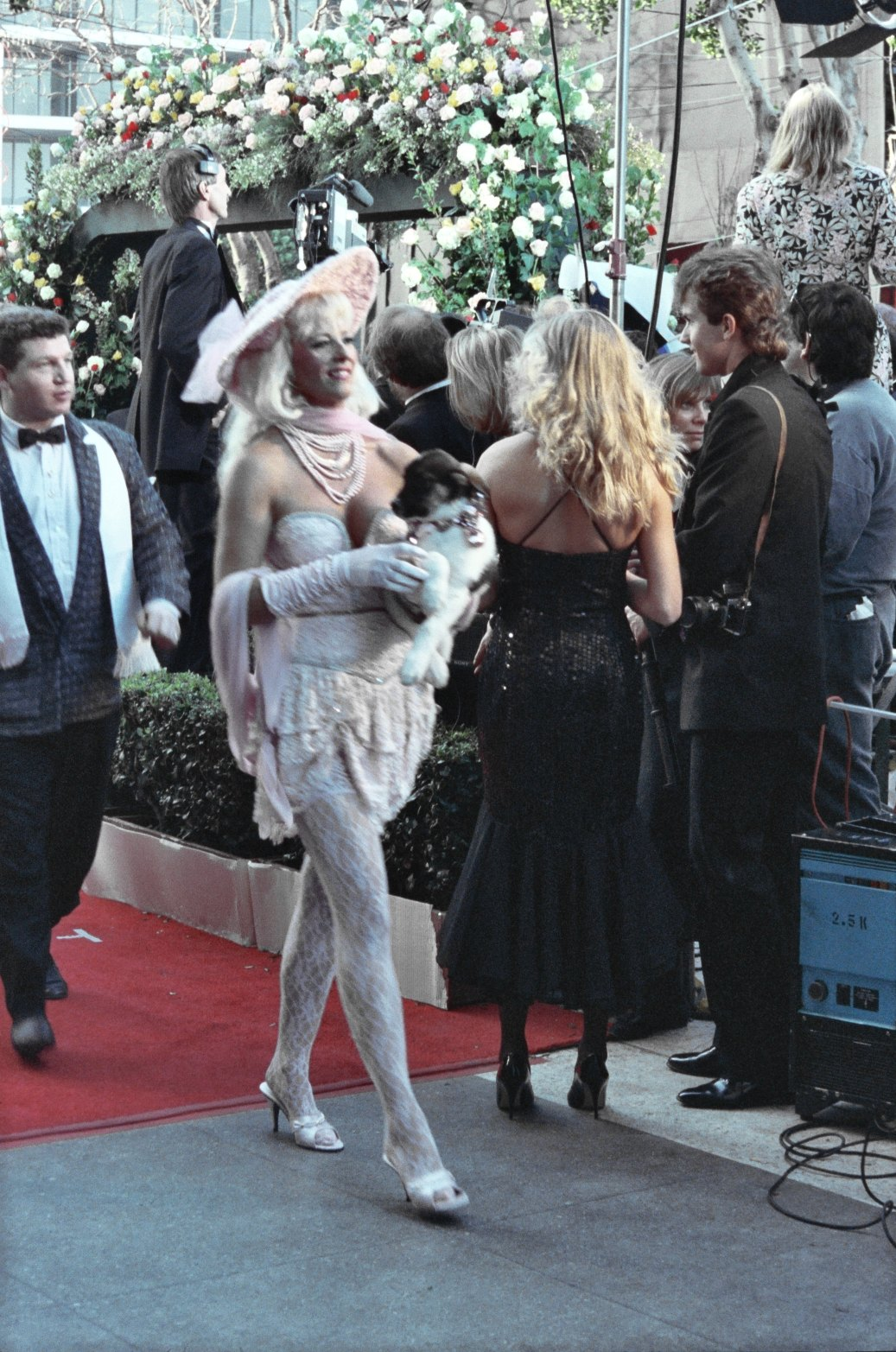
Edy Williams als Premis Oscar de 1990

## Carreres professionals
Durant la dècada de 1960, Williams va aparèixer en diverses sèries de televisió i pel·lícules, incloent papers a The Beverly Hillbillies, The Twilight Zone,  Batman, Adam-12, Lost in Space, The Naked Kiss, i la pel·lícula Sonny & Cher, Good Times (1967). El 1970, va aparèixer com Ashley St. Ives a la primera pel·lícula principal de Russ Meyer, Beyond the Valley of the Dolls, seguida de la seva segona pel·lícula principal, The Seven Minutes (1971). Meyer i Williams es van casar el 1970, poc després de l'estrena de Beyond the Valley of the Dolls.
El març de 1973, va ser fotografiada per Playboy en una foto a tot color difosa pel llavors marit Russ Meyer. Després del seu divorci de Meyer el 1977, Williams va continuar actuant, apareixent principalment en pel·lícules, moltes de les quals implicaven nuesa.
El 1982, va aparèixer en un episodi de The People's Court com a acusada en un cas titulat "The Star Who Wouldn't Pay". Va ser demandada pel pagament dels treballs publicitaris que la demandant havia fet per ella. Ella va contrademandar per la meitat de la prestació que li havia pagat. Després d'això, va ser esporàdicament activa en pel·lícules durant la dècada de 1980 i principis de 1990.
Des de la dècada de 1970, ha aparegut tradicionalment tant als Premis Oscar com al Festival de Cinema de Canes amb vestits reveladors i extravagants.

## TV i filmografia
| Any  | Títol                                              | Paper                 | Notes                                                                   |
| ---- | -------------------------------------------------- | --------------------- | ----------------------------------------------------------------------- |
| 1962 | La Dimensió Desconeguda (The Twilight Zone)        | Noia del cor          | Episodi: "The Dummy"                                                    |
| 1963 | For Love or Money                                  | Edy                   |                                                                         |
| 1964 | L'esport favorit de l'home (Man's Favorite Sport?) | Segona noia           |                                                                         |
| 1964 | The Brass Bottle                                   | Esclava               |                                                                         |
| 1964 | A House Is Not a Home                              | Prostituta            |                                                                         |
| 1964 | The Naked Kiss                                     | Hatrack               | Títol anternatiu: The Iron Kiss                                         |
| 1965 | Harlow                                             | Noia del correu       |                                                                         |
| 1966 | Run for Your Life                                  | Dansaire watusi       | Episodt: "Carnival Ends at Midnight"                                    |
| 1966 | Nevada Smith                                       | Noia del saloon       |                                                                         |
| 1966 | Paradise, Hawaiian Style                           | Noia bruna            |                                                                         |
| 1966 | Batman                                             | Hostess/Rae           | 3 episodis (37, 49 i 50)                                                |
| 1966 | The Beverly Hillbillies                            | Empleada de banc      | Temporada 4, Episodi 28 "Jethro's Pad"                                  |
| 1967 | Good Times                                         | Noia de Mordicus      | Títol alternatiu: Sonny & Chér in Good Times                            |
| 1967 | Lost in Space                                      | Non                   | Episodi: "Two Weeks in Space"                                           |
| 1968 | I Sailed to Tahiti with an All Girl Crew           | Marilyn               |                                                                         |
| 1968 | The Secret Life of an American Wife                | Susie Steinberg       |                                                                         |
| 1969 | Què cal fer (Where It's At)                        | Phyllis Horrigan      |                                                                         |
| 1970 | Beyond the Valley of the Dolls                     | Ashley St. Ives       |                                                                         |
| 1971 | The Seven Minutes                                  | Faye Osborn           |                                                                         |
| 1973 | Adam-12                                            | Tammy Warren          | Episodi: "Venice Division"                                              |
| 1975 | Dr. Minx/Scandal in the family                     | Dr. Carol Evans/Zaira |                                                                         |
| 1977 | The Happy Hooker Goes to Washington                | Professor Simmons     |                                                                         |
| 1979 | An Almost Perfect Affair                           | Ella mateixa          | No acreditada                                                           |
| 1980 | Willie & Phil                                      | Ashley                | Títol alternatiu: Paul Mazurksy's Willie & Phil                         |
| 1983 | Chained Heat                                       | Paula                 |                                                                         |
| 1984 | Hollywood Hot Tubs                                 | Desiree               |                                                                         |
| 1984 | Bad Manners                                        | Mrs. Slatt            | Títol altermatiu: Growing Pains                                         |
| 1985 | Hellhole                                           | Vera                  |                                                                         |
| 1987 | Mankillers                                         | Sgt. Roberts          | Títol alternatiu: 12 Wild Women                                         |
| 1987 | Sledge Hammer!                                     | Dream Girl            | Episodi: "They Call Me Mr. Trunk"                                       |
| 1988 | Rented Lips                                        | Heather Darling       | 1988 "Nudity Required"                                                  |
| 1989 | Dr. Alien                                          | Buckmeister           | Títol alternatiu: I Was a Teenage Sex Maniac I Was a Teenage Sex Mutant |
| 1991 | Bad Girls from Mars                                | Emanuelle             |                                                                         |